# タンタンとピカロたち
『タンタンとピカロたち』（フランス語: Tintin et les Picaros) は、ベルギーの漫画家エルジェによる漫画（バンド・デシネ）、タンタンの冒険シリーズの23作目である。今作はエルジェの手によって完結した最後の作品でもある。タンタン・マガジンにて1975年9月から1976年4月まで連載され、1976年にカステルマンから書籍として出版された。物語はタンタンと愛犬スノーウィ、友達のハドック船長とビーカー教授がタピオカ将軍によって投獄されたカスタフィオーレ夫人を助けるため、南米の架空の国家サンテオドロスに向かうことから始まって、タンタンの古い友人アルカサル将軍の反革命に参加することになる。
エルジェは前作『シドニー行き714便』の完結から8年後に物語に取り掛かり、スタジオ・エルジェの面々とともに作り上げた。設定とプロットはキューバ革命に代表されるようなラテン・アメリカの革命運動へのエルジェの興味から派生していった。主要人物の何人かにこれまでと違う変化が見られ、アニメ映画版でのデザインに影響されたのか、今作のタンタンはニッカポッカに代わってベルボトムを着用している。
今作は出版されてからあまり評判が良いとはいえず、エルジェの執筆作品について後に書評が組まれた際にも引き続きネガティブなレビューが目立った。初期の物語への批評では政治的なテーマを悲観的に描いてることに焦点が当てられていたが、後期のレビューでは特徴付けに乏しい点と熱量が欠落している点が挙げられた。エルジェは次作『タンタンとアルファアート』を執筆してシリーズを続けようとしていたが、死によって完結することはなく、シリーズ全体はバンド・デシネを代表する決定的な作品となった。1991年にはEllipseとネルバナによってアニメシリーズの中の1作としてアニメ化されている。

## あらすじ
タンタンと愛犬スノーウィが友達のハドック船長とビーカー教授とともにムーランサール城で過ごしていると、カスタフィオーレ夫人とメイドのイルマ、ピアニストのワグナー、護衛にあたっていた刑事のデュポン・デュボン達がタピオカ将軍への暗殺未遂容疑で監獄に収監されたことを知る。タピオカの政府はこれらの計画がタンタン、ハドック、ビーカー達によって企てられたとも主張した。
タピオカは3人を身の安全を約束した上でサンテオドロスに招いたが、タンタンは罠だと疑い、ハドックとビーカーだけが現地へ赴いた。ハドックとビーカーは田舎の別邸に連れていかれ、セキュリティーサービスによって監視されることになる。タンタンは数日遅れて合流し、ハドックとビーカーに建物全体が盗聴されていると指摘する。タンタンはスタッフの内の一人が『かけた耳』でタンタンを救ったパブロだと分かると、これらの企みは『ビーカー教授事件』で企みを潰されたスポンツ大佐が復讐のためにタピオカ政府に協力して行っているものだとパブロから明かされる。
パブロの助けもあり、タンタン一行は訪れたピラミッドで護衛達から抜け出すことに成功し、ジャングルの中に潜んでいたアルカサル将軍と彼の小さな規模の反革命軍団ピカロと合流する。パブロがアルカサルとタピオカの二重スパイだと判明すると、野砲の砲撃から逃げおおせ、アルンバヤ族のもとへ身を隠す。タンタンは古い知り合いで、アルンバヤ族と生活を共にしている探検家のリッジウェルと再会する。アルンバヤ族の植民地から離れると、ピカロのキャンプに到着し、そこでアルカサルの妻ペギーと出会う。

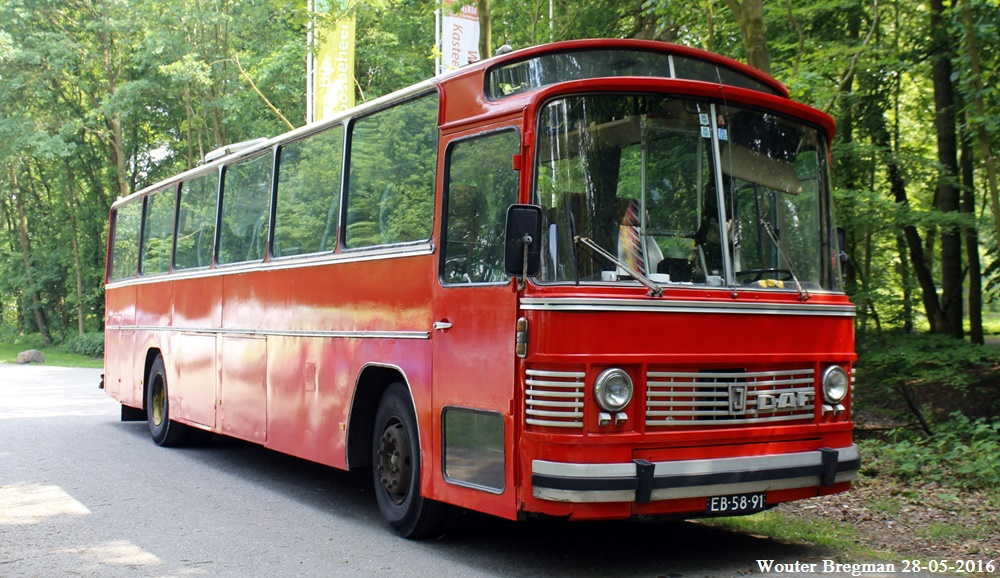
「ジョリー・フォーリーズ」は1974年から稼働しているヨンケーレ SB 1602のトラックでタピオカのキャンプに到着する。.

しかしながら、ピカロはタピオカ将軍の手によって空中から落とされたウィスキーの積荷によって酔っぱらっていた。アルカサルは彼らの飲酒癖が治らない限り、政権を倒すことは無理だとあきらめていたが、ビーカー教授が開発したアルコールを不味く感じるようにさせる錠剤によって希望の光が見える。それから間もなく、ランピョンとその仲間たちによる「ジョリー・フォリーズ」がカーニバルに参加するためにタピオカポリスの首都へ行くつもりがキャンプに迷い込む。タンタンの指示によって、ピカロはジョリー・フォリーズの仮装をしてタピオカポリスに乗り込む。ピカロは官邸を制圧し主導権を握ると、処刑寸前のデュポン・デュボンと監獄にとらわれていたカスタフィオーレ夫人とその側近たちを解放させる。それからアルカサルは再び将軍になり、タピオカとスポンツへは国外追放の処分が下された。

## 歴史

### 執筆背景
エルジェは前作『シドニー行き714便』完結の8年後に『タンタンとピカロたち』に取り掛かった。本作はエルジェの生涯最後の15年で唯一発表された作品となった。エルジェはラテンアメリカの革命家達から物語を膨らませていったが、このアイデアは『カスタフィオーレ夫人の宝石』を執筆する前の1960年代前半からあった。中でもフィデル・カストロの7月26日運動からインスパイアを受けている、これはキューバ革命のさなか、マエストラ山脈でゲリラを結成したカストロがフルヘンシオ・バティスタ政権の転覆を狙ったものだった。エルジェはカストロが革命が成功するまでは髭をそり落とさないと決めていることに興味を抱いた。このアイデアは革命家達の髭の描き方に取り入れられたほか、エルジェはアルカサルのグループの名前を"Bigotudos"と名付けることを考えていた、これはスペイン語で「髭」という意味である。「ピカロ」になる前までは本作のタイトルもこれに準ずるものになる予定だった。
ラテンアメリカの革命家達の描写はフランスの左傾活動家のレジス・ドゥブレがボリビア山脈でアルゼンチンのマルクス・レーニン主義に基づいた革命家チェ・ゲバラとともに戦った経験の記述から影響された。ボルドリアのタピオカ政府へのサポートの描写はソビエト連邦がカストロに代表されるいくつかのラテンアメリカの体制に行った支援に関連しており、サンテオドロスはボルドリアの政治指導者のもとに統治されているような描写で描かれている 。
似たようなケースとしてアルカサルの支援者として国際的なバナナ会社がついているというのは欧米の企業がラテンアメリカで影響力を持つことに関連して描かれている。
タピオカポリスの街並みはブラジルのベロオリゾンテをベースにして描かれている。公共に建てられた彫像はマーセル・アーノルドの作品から影響されて描かれた。タンタン達が宿泊するタピオカポリスのホテルはセルジェ・ポリアコフの作品をベースにしてデザインされた。

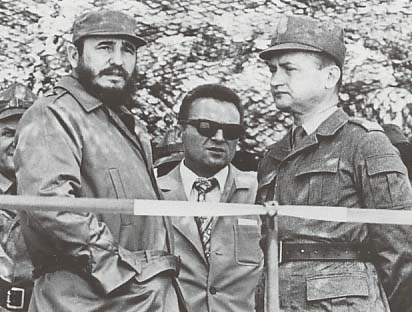
キューバの革命家、カストロの存在は物語に大きな影響をもたらした。

エルジェは過去の作品から多くのキャラクターを再登場させた。『かけた耳』からはパブロ、リッジウェル、アルンバヤ族が登場し、『ビーカー教授事件』からはスポンツ大佐が再登場した。タピオカ将軍はこれまで言及のみに留まっていたが、今回ようやく姿が登場した。エルジェはペギー・アルカサルという新しいキャラクターも登場させたが、このキャラクターはエルジェがテレビのドキュメンタリーで見たというクー・クラックス・クランのスポークスマンを務めていたアメリカ人秘書に基づいている。物語制作の為に書き溜めていたノートの中で、ペギーについて、実在の人物をモデルにして『かけた耳』に登場したバシル・バザーオフの娘として登場させる案を考えていた。物語の中にジョリー・フォリーズが登場しているが、これはエルジェが出会った3つのパーティー・グループを基に描かれている、グループの名前については Turlupins、 Turlurans、Boutentrinsなどいくつか候補があった。
今作ではタンタンの衣装についてアップデートが行われており、1969年の映画『太陽の神殿』と1972年の『タンタンと湖のサメ』での衣装から影響されている。「ピカロたち」ではタンタンは羊革のフライトジャケットを着こなし、核軍縮キャンペーンのシンボルマークがついたヘルメットを着用している、更にこれまでのニッカポッカではなくベルボトムを着用している 。CNDのシンボルマークを入れたことについてエルジェは「タンタンは平和主義者、かつ反戦派なのでこれは普通のこと」だとコメントしている。既存のキャラクターの振る舞いについても変化が見られ、タンタンはヨガを習い、ネストルは聞き耳を立て、ハドック船長のアルコールを飲んでしまう 。その他にはハドック船長の苗字がアーチボルドだと初めて明かされている。
サンテオドロスのカーニバルの描写はナイス・カーニバルから採られている。仮装者のコスチュームにはミッキー・マウス、ドナルド・ダック、アステリックス、スヌーピー、グルーチョ・マルクス、怪傑ゾロといったアニメのキャラクターや映画のキャラクターが使われている。エルジェはココナッツとして知られるバンドをカーニバル・シーンに登場させているが、もっともこれはエルジェのアイデアではなく、彼の友達であり、同僚でもあるボブ・デ・ムーアが自身の作品のために考案していたものだった。マーチに使われた通りの名前"Calle 22 de Mayo"はエルジェの誕生日5月22日に基づいている。

### 連載と書籍出版
『タンタンとピカロたち』はベルギーとフランスで発刊されていたタンタン・マガジンで1975年9月から週刊連載された。1976年にはカステルマン社より書籍として発刊された。この出版では62ページ分に収まるように削除されたページがある。そのページとはスポンツ大佐がグラスを割ろうとするが、ボルドリアの政治的指導者の像を間違えて壊してしまうという内容である。出版パーティーはブリュッセルのヒルトン・ホテルで行われた。
出版されると、150万部を売り上げる成功を収めた。